# Simply Catan
Simply Catan  ist eine einfache Form des Die-Siedler-von-Catan-Grundspiels von Klaus Teuber, erschienen 2006 in den USA bei SimplyFun.

## Inhalt
- Spielplan der Insel Catan
- 5 Streifen mit doppelseitig bedruckten Hexfeldern (1× 5, 2× 4 und 2× 3 Felder)
- 95 Rohstoffkarten
- 25 Entwicklungskarten
- 2 Sondersiegpunktkarten
- 18 Zahlenchips
- 1 Räuber aus Kunststoff
- 4 Sätze von Spielfiguren aus Kunststoff (je 5 Siedlungen, 4 Städte, 15 Straßen)
- Anleitung (in Englisch)
- Almanach (in Englisch)
- FunMemories booklet um besondere Spielerlebnisse festzuhalten.

## Unterschiede zum normalen Spiel
Die Lage der Häfen ist auf dem Spielplan vorgegeben, die Landschaften sind durch die Hexfeld-Streifen festgelegt, lassen aber gewisse Variationen zu. Der Hauptunterschied ist aber, dass das Spiel schon bei 7 statt 10 Siegpunkten endet. Ansonsten gelten die gleichen Regeln.